# Quai Voltaire
Il quai Voltaire è una banchina lungo la Senna a Parigi nel VII arrondissement.

## Posizione e accesso
Lunga 308 metri, si trova tra il quai Malaquais e il quai Anatole-France che la estende. Inizia in rue des Saints-Pères e il pont du Carrousel e termina in rue du Bac e il pont Royal.

## Origine del nome

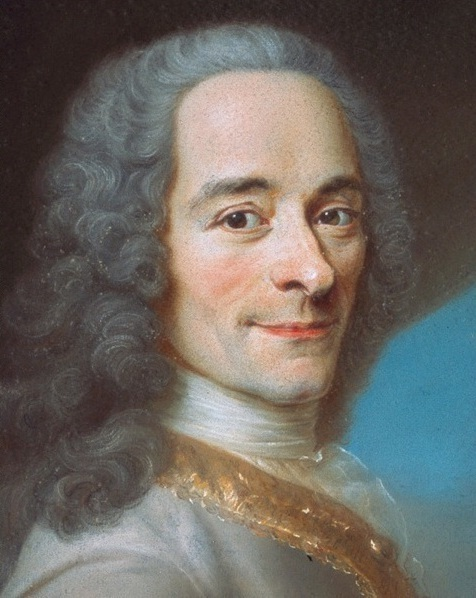
Ritratto di Voltaire (particolare)

Questa banchina si chiama quai Voltaire in omaggio all'omonimo scrittore che morì, nel 1778, nell'Hotel du marquis de Villette.

## Storia

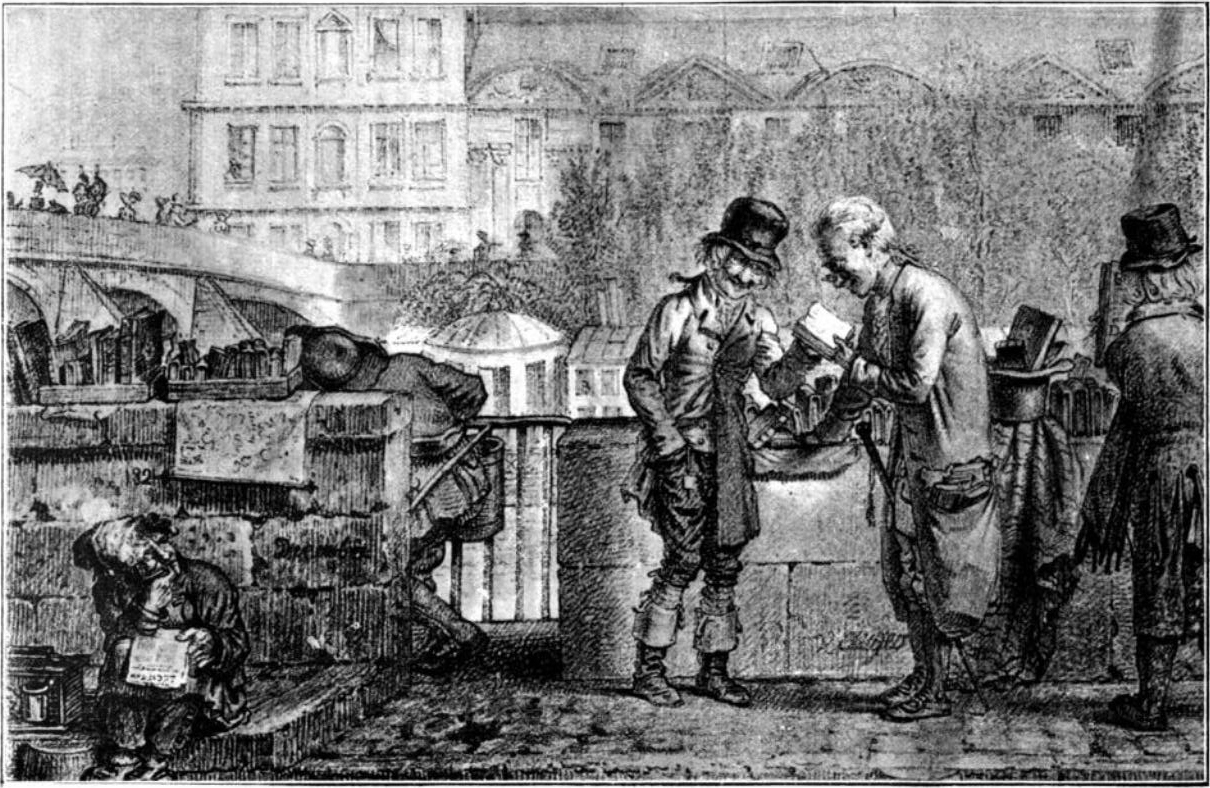
Librai sul Quai Voltaire nel 1821

In origine, il quai Voltaire era solo la parte occidentale del quai Malaquais.
Nel 1595 Guillaume de Varic vi aprì una fabbrica di piastrelle.
In un manoscritto del 1636 è indicato come "rue du Quay, allant depuis le port de Malacquest jusque au pont des Thuilleries" (rue du Quay, che va dal porto di Malacquest al ponte de Thuilleries).
Gli venne dato il nome di quai des Teatines dopo che, nel 1644, vi fu insediato un convento teatino a seguito dell'acquisto, grazie alla generosità del cardinale Jules Mazzarino, di una casa che poteva ospitare circa venticinque monaci sul luogo degli attuali numeri 23 e 25 del quai Voltaire e il numero 26 di rue de Lille. Il convento fu soppresso nel 1790 e la chiesa, trasformata prima in teatro e poi in caffè, fu demolita nel 1822.
Nel 1791 la banchina assunse l'attuale denominazione.
Nel luglio 1791 fu organizzato il trasferimento delle spoglie di Voltaire al Panthéon. Il corteo, seguito da 2.000 persone, passò e fece una lunga sosta davanti all'Hôtel de Villette, al numero 27 del quai, dove era morto il filosofo, davanti al quale era stato costruito, per l'occasione, un anfiteatro.
Dal momento che Balzac, che vi aveva localizzato il misterioso negozio di antiquariato La Peau de chagrin, il quai Voltaire ospita molti antiquari, oggi piuttosto specializzati nel top di gamma.
All'inizio del XIX secolo vi fecero la loro comparsa i primi librai di Parigi.

## Edifici notevoli e luoghi della memoria
- Edificio al numero 1: hôtel de Bouillon, intorno al 1630, poi hôtel de Tessé[3] (detto anche "de Sassenage") costruito nel 1768 da Pierre-Noel Rousset e Louis Le Tellier per Charlotte de Béthune-Charost e suo figlio, il conte di Tessé, grande scudiero della regina. La decorazione del grande salone est è conservata al Metropolitan Museum of Art di New York. Saltando dal tetto di questo hotel (all'angolo di rue des Saints-Pères) il 19 marzo 1742, Jean-François Boyvin de Bonnetot (1688-1786), marchese di Bacqueville, realizzò uno dei primi tentativi di volo umano. Dotato di una sorta di ali attaccate alle braccia e alle gambe, si librò a 300 metri sopra la Senna prima di cadere su una barca-lavatoio, rompendosi una coscia. Il generale Thomas Robert Bugeaud morì lì il 10 giugno 1849[4]. Una targa lo ricorda.

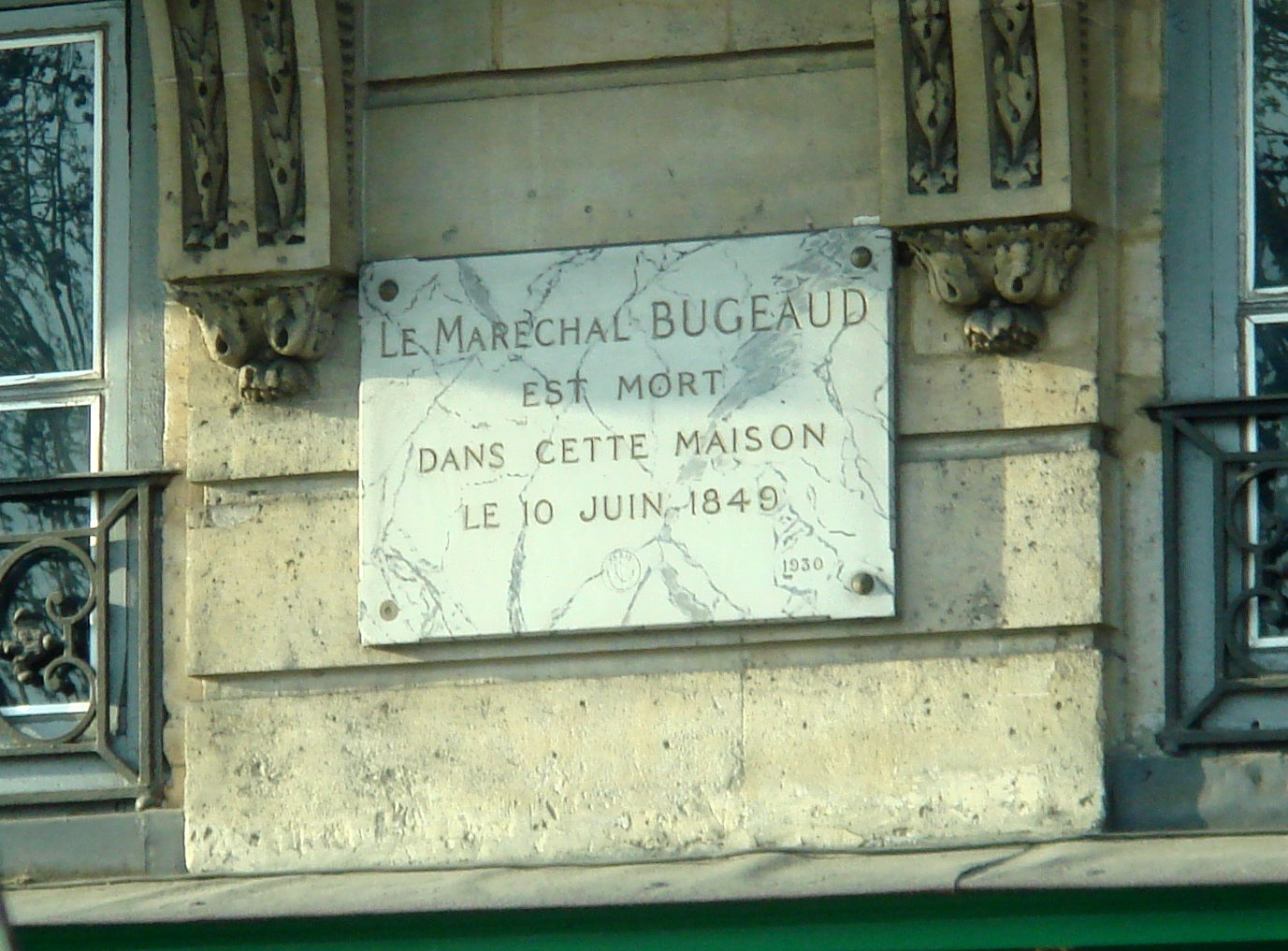
Immobile al numero 1

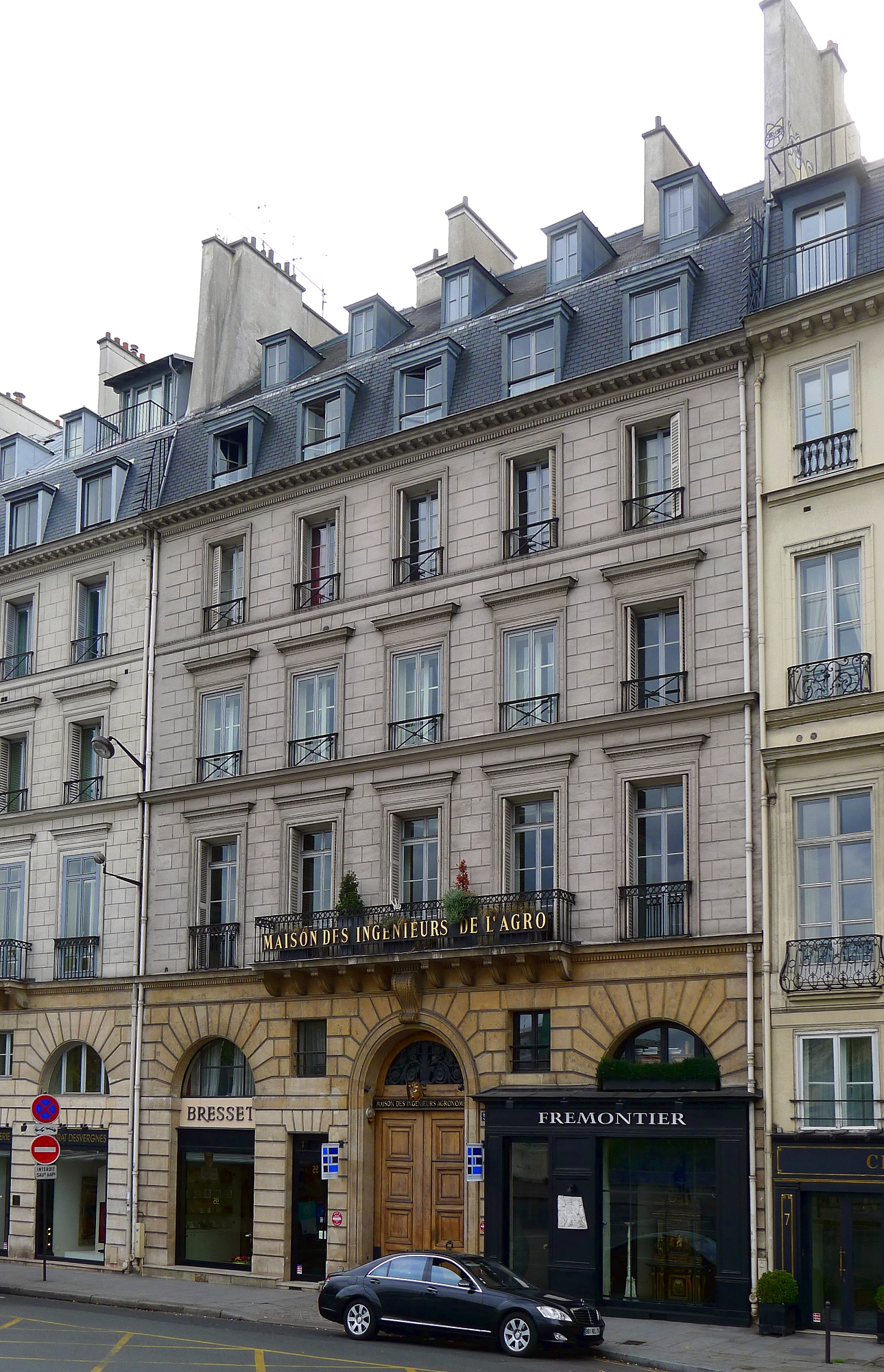
Immobile al numero 5: casa degli ingegneri agrari

- Immobile ai numeri 3 e 5: hôtel Le Barbier, poi hôtel Perrault,[5] e quindi hôtel de La Briffe. Fino al 1733, ne esisteva uno solo, collegato da un passaggio sotterraneo con l'altro lato di rue de Bourbon, che fungeva da corte. Lo scrittore Maurice Joly visse in un piccolo appartamento fino alla sua morte avvenuta nel 1878. Il negozio di colori Sennelier (Les Couleurs du quai) venne aperto nel 1887 da Gustave Sennelier il quale ebbe come clienti artisti quali Paul Cézanne, Edgar Degas, Paul Gauguin, Camille Pissarro, Chaïm Soutine, Amedeo Modigliani, Vassily Kandinsky, Pierre Bonnard, Pablo Picasso e altri. Il soprano Germaine Lubin (1890-1979) abitò in un appartamento al n. 5. Il notaio Gerard Voitey (1944-1994) aveva il suo studio li (1973-1994). Nel maggio 2007, dopo aver lasciato il palais de l'Élysée, l'ex presidente Jacques Chirac (1932-2019) e sua moglie Bernadette si trasferirono al n. 3, in un grande appartamento di 396 m2[6] ospiti di Ayman Hariri, figlio dell'ex presidente del consiglio libanese Rafik Hariri. La coppia lasciò l'appartamento nel dicembre 2015[7]. L’avvocato penalista Olivier Metzner (1949-2013) occupò un appartamento di 250 m2[8], «proprio sotto quello che la famiglia Hariri aveva concesso in uso alla famiglia Chirac »[9].
- Edificio al numero 7: hôtel Glucq, divenuto hôtel Choiseul-Beaupré e quindi hôtel d'Aumont-Mazarin[10]. Jean-Baptiste Glucq (detto Glucq de Saint Port) vi abitò per due periodi e vi morì nel 1748. Questo edificio, assieme a quelli dei numeri 3 e 5 costituivano la "grande maison" comprata dai suoi genitori il 3 marzo 1713. Nel 1733, la successione di Madame Jean Glucq, morta dieci anni prima, provocò la frammentazione della proprietà. Nel 1813, Louise d'Aumont, figlia del duca di Mazarin, affittò l'appartamento al primo piano a Dominique Vivant Denon, scrittore a collezionista d'arte (esiste una targa a ricordo). Vi abitò anche l'attrice Cécile Sorel ed esiste una targa a ricordo. Vi abitò anche il partigiano Hubert de Lagarde ed esiste una targa che ricorda il fatto. Karl Lagerfeld, designer, fotografo ed editore visse, durante i suoi primi anni da designer, al piano terra e primo piano del palazzo privato che si trova nel cortile. Alla fine della sua carriera visse, tra l'altro, in un appartamento sul Quai Voltaire[11] al numero 17.

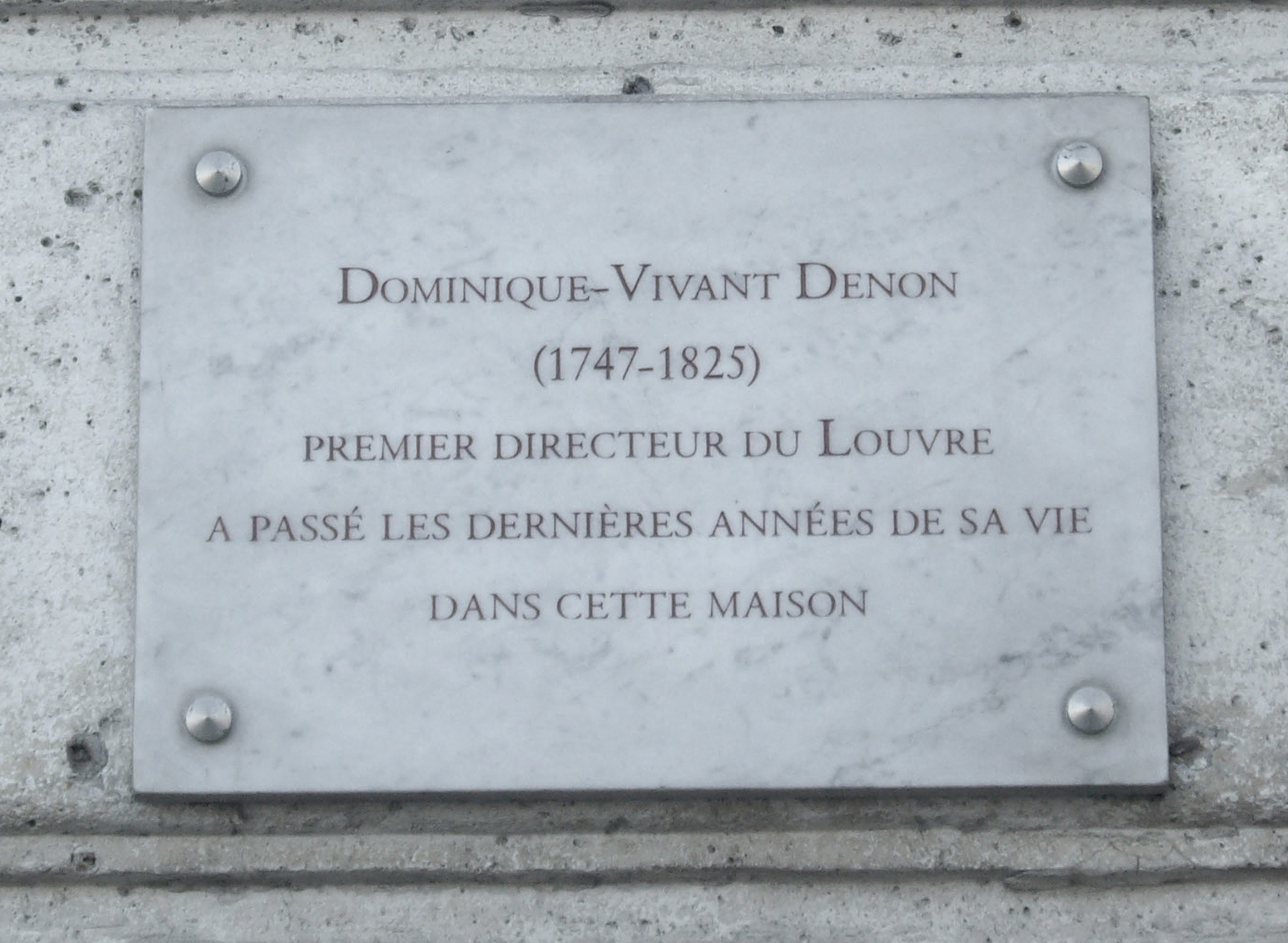
Immobile al n. 7: targa commemorativa per Dominique Vivant Denon
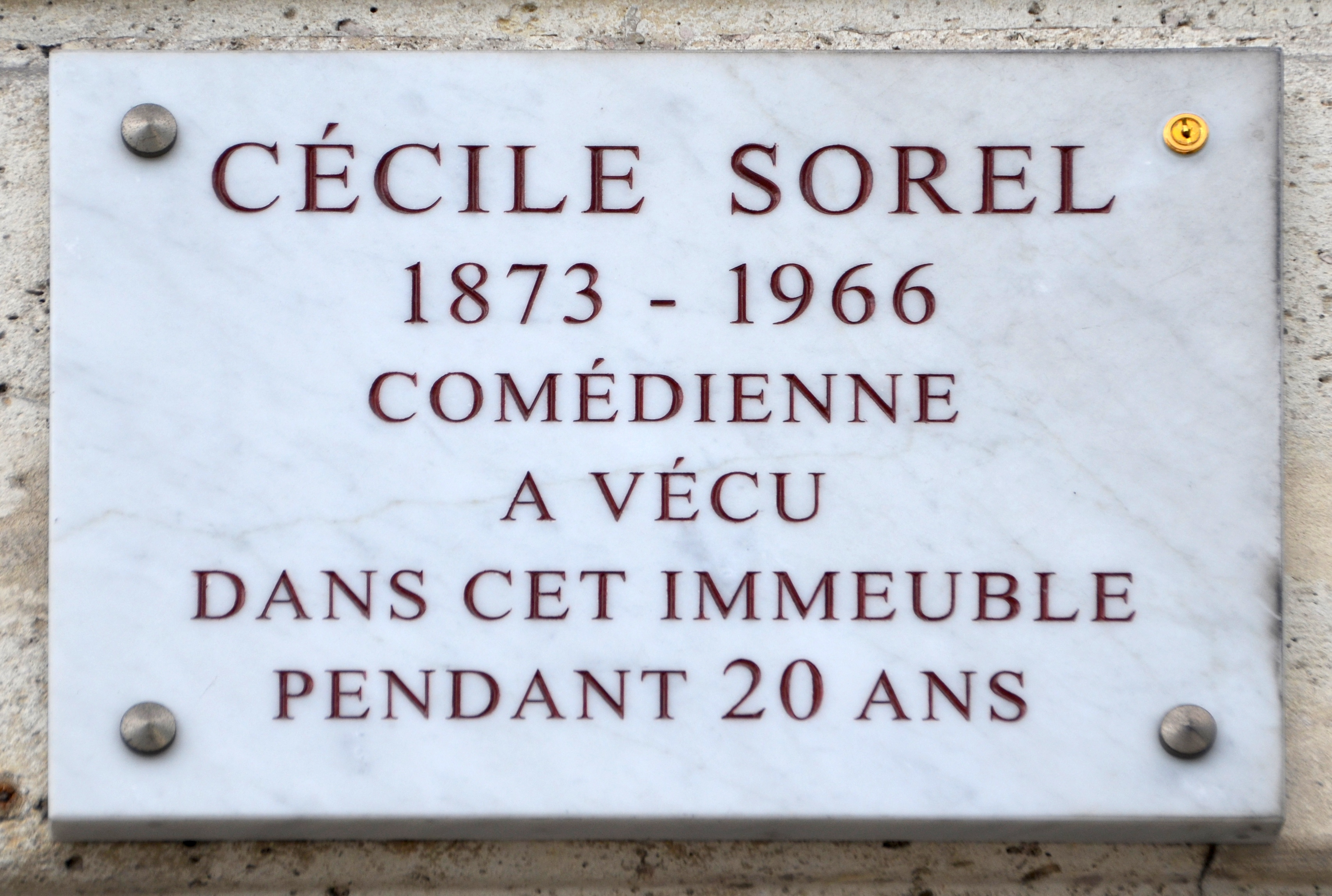
Immobile al n. 7: targa commemorativa per Cécile Sorel
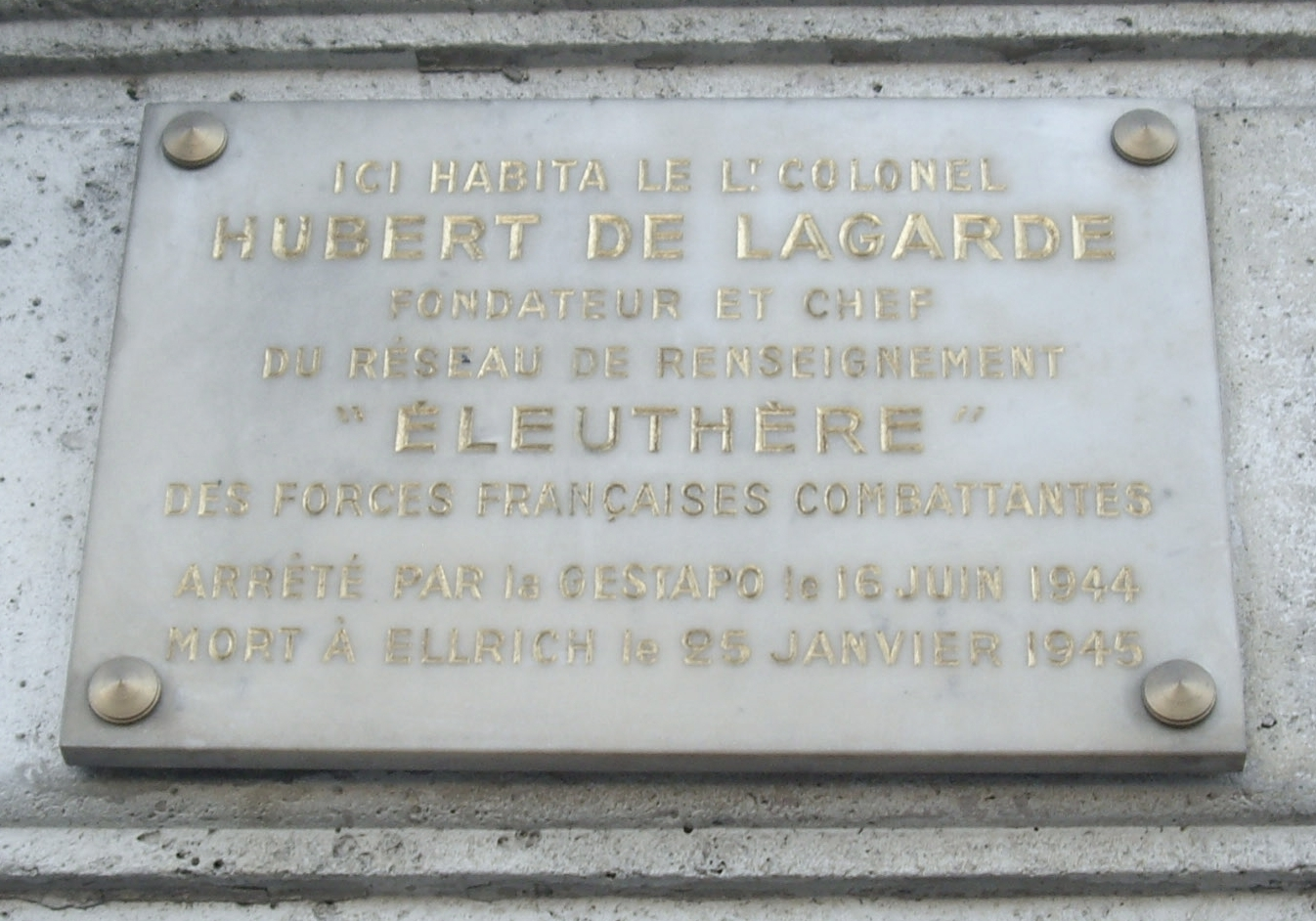
Immobile al n. 7: targa commemorativa per Hubert de Lagarde
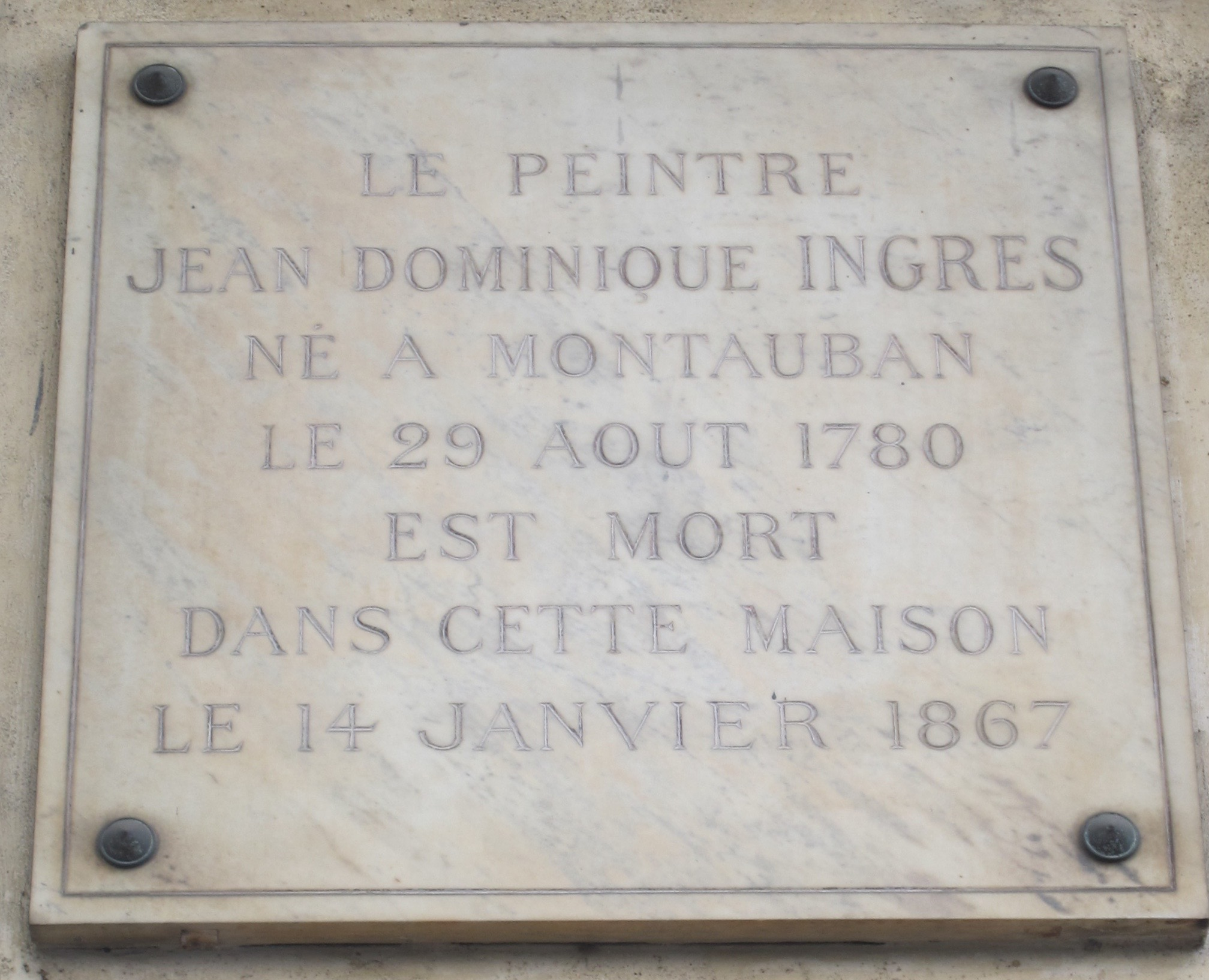
Immobile al n. 11: targa commemorativa per Jean-Auguste-Dominique Ingres
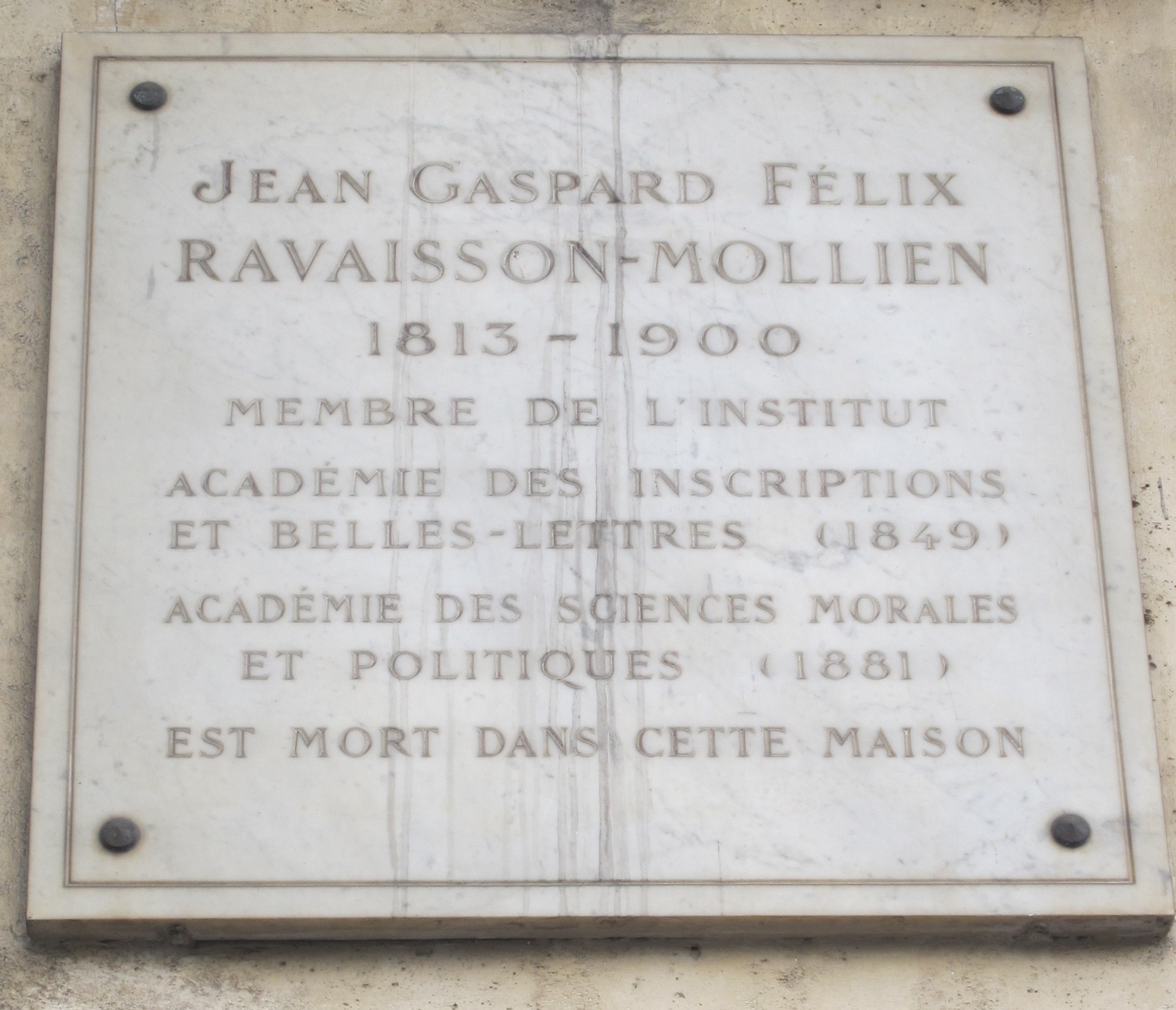
Immobile al n. 11: targa commemorativa per Félix Ravaisson

- Edificio ai numeri 9-11: Jean Perrault, presidente della Camera dei conti, Pierre Brigallier, primo avvocato del re a Châtelet e Nicolas Boulleau, acquistarono da Cyprien e Jean-Baptiste de Varic un grande appezzamento di terreno sulle rive della Senna per 82.171 lire, 13 sol e 7 denari. Di questa somma, Nicolas Boulleau investì 21.040 lire e 12 sol che lo resero proprietario di un appezzamento di terreno di 242 tois di area e 9 tois di larghezza sul Quai Malaquais. Nicolas Boulleau vi costruì due hotel, tra il 1663 e il 1666. L'immobile al numero 9 divenne successivamente hôtel de Beuvron, hôtel de Chamlay, hôtel Saint-Séverin e hôtel de Vaubécourt[12]. L'immobile al numero 11 fu successivamente hôtel de Bérulle, hôtel de Bauffremont e hôtel Nigon de Berty[13]. Durante la Rivoluzione, l'hôtel venne requisito nel 1792 e assegnato al personale dell'Esercito dell'Interno e, nel 1808, alla direzione dell'Ingegneria. Divenne sede dell'Amministrazione Centrale per la Manifattura straordinaria di armi di Parigi il 3 settembre 1793[14]. Venne restituito all'emigrato Vaubécourt nel 1815. Si noti che Fouché, ministro della polizia di Napoleone Bonaparte, visse in questa casa, come lo scrittore e incisore Dominique Vivant Denon. Il pittore Jean Auguste Dominique Ingres (che vi morì nel 1867 e una targa lo ricorda) e Camille Corot vi ebbero il loro studio. Félix Ravaisson vi morì nel 1900 (una targa lo ricorda). il padre di Anatole France vi aveva una libreria. Il 9 giugno 1821, l'hôtel fu venduto al barone Janet (1768-1841) e successivamente venne ereditato da sua figlia che aveva sposato il conte di Mosbourg, per passare infine per successione al marchese de Chabrillan, la cui figlia maggiore sposò il conte Bertrand de La Poeze d'Harambure, e la seconda il generale du Pouget de Nadaillac. Bertrand de La Poeze d'Harambure procedette a una completa ristrutturazione dell'hotel e della sua maestosa scalinata, installando nel cortile vasi e sculture del castello di Neuville-sur-Oise. Il politico Justin Godart morì nella sua casaa al n. 9 quai Voltairea nel 1956.

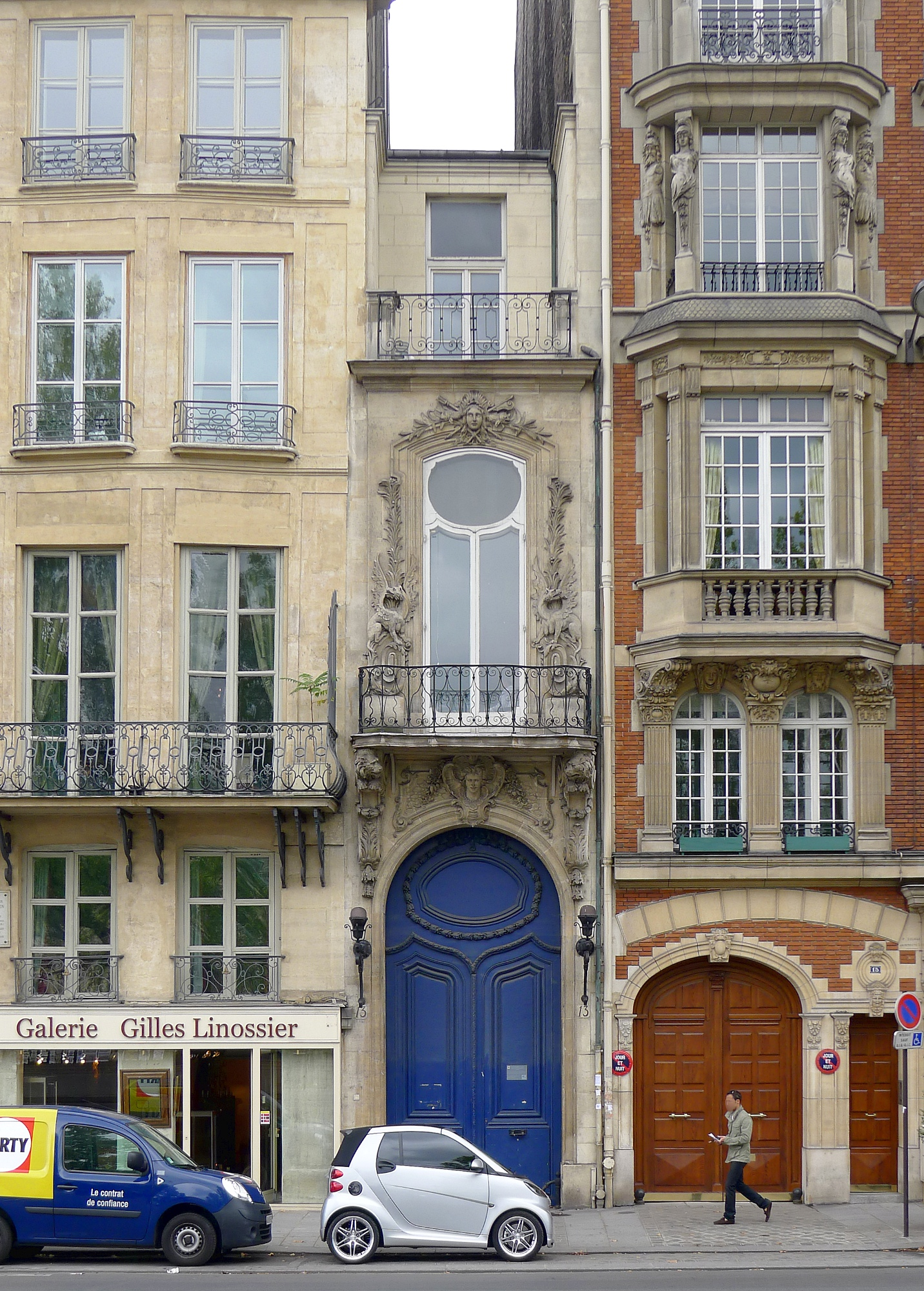
Il n. 13 con la sua facciata molto stretta

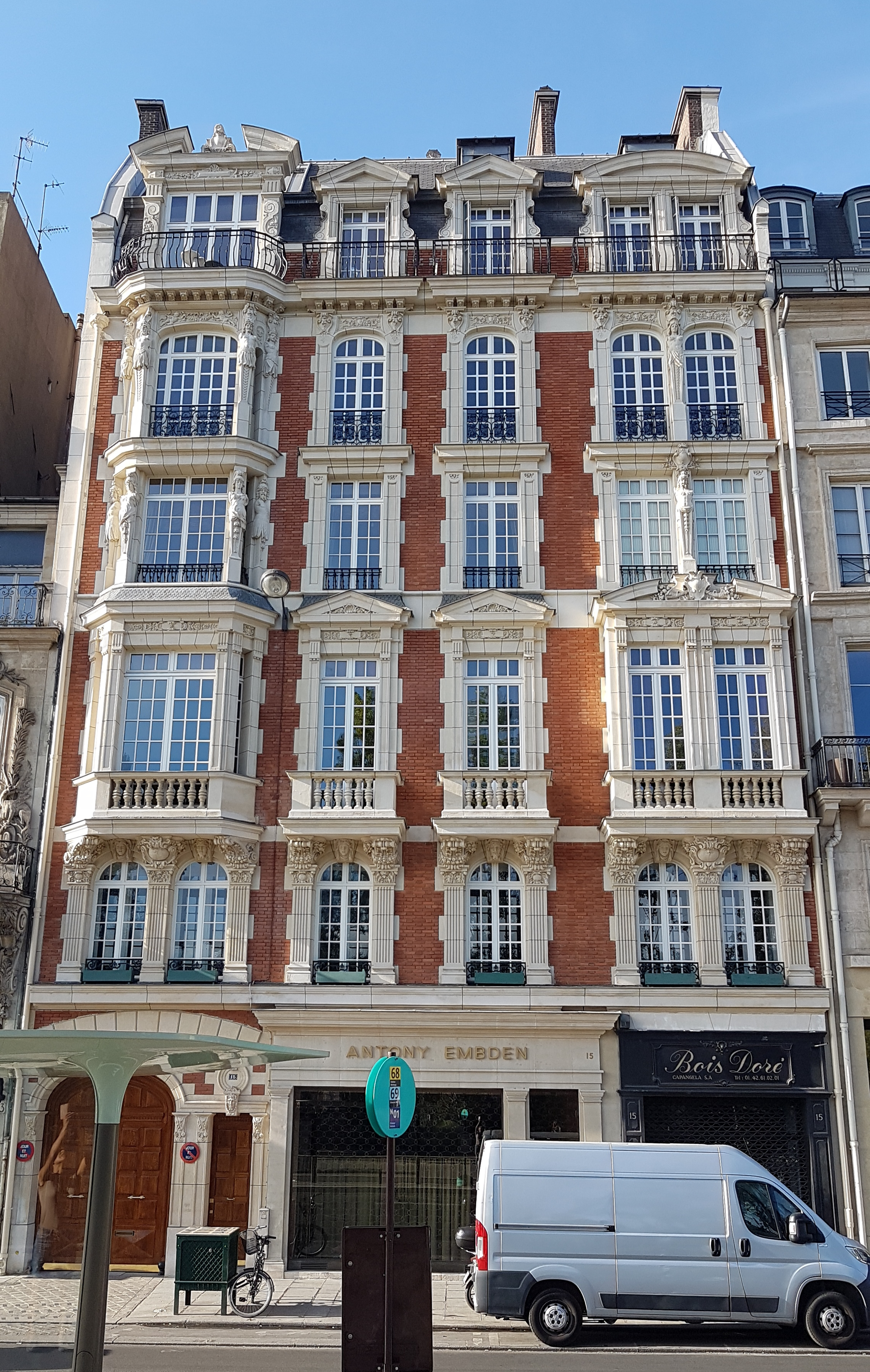
Immobile al n. 15

- Edificio al numero 13: hôtel Brigallier, divenuto hôtel Moisnet e poi hôtel Pioust de Saint-Gilles[15]. Questo edificio largo solo 2,50 metri è considerato il più stretto di Parigi. La sua porta da sola è più di un terzo della sua altezza. Fu costruito sul sito di un passaggio che un tempo serviva un palazzo privato arretrato, da qui la sua ridotta dimensione[16]. Nel cortile del palazzo si può ancora vedere, in altezza, parte della facciata orientale della chiesa teatina, in parte realizzata dall'architetto Camillo-Guarino Guarini (intorno al 1663-1665). Il periodico L'Informateur colonial (1935-1949) aveva la sua sede in questo immobile[17].
- Edificio al numero 15: antico hôtel de Sainctot, divenuto hôtel de Chamousset, e quindi hôtel d'Ambleville[18], venne sostituito, nel 1894, dall'immobile attuale, costruito sulle sue fondamenta dall'architetto Fernand Delmas. Nel 1829 vi andò ad abitare il pittore Eugène Delacroix in un appartamento che comprendeva anche lo studio, con vista sui quai, la Senna, il Louvre e le Tuileries. Andò ad occupare lo studio del pittore Horace Vernet. Fu in questo studio che ricevette il pittore britannico William Turner[19] che fece il ritratto della romanziera George Sand, che posò nel 1834. L’anno seguente, Delacroix lasciò l'appartamento per trasferiresti nell'attuale rue Visconti[20]. Nel 1846, i pittori Louis-Jules Étex e Camille Corot vi spostarono il loro domicilio[21]. Nel 1871 gli ultimi proprietari dell'hotel decisero di separarsene e venne poi acquisito dalla Société anonyme des publicationsperiodiques per l'importo di 300.000 franchi.
- Edificio ai numeri da 17 a 25 e 26, rue de Lille: sito dell'antico convento dei Teatini.
- Edificio al numero 17: antico domicilio e luogo di morte di Maurice Bixio (1836-1906)[22]. Lo scrittore Paul Bowles vi trasferì il suo studio nell'autunno del1931. Il designer Karl Lagerfeld vi visse diversi anni, fino alla sua morte avvenuta a Parigi nel febbraio del 2019, in un grandissimo appartamento futuristico completamente ridisegnato da lui[23].
- Edificio al numero17 bis: Lucie Delarue-Mardrus (1874-1945), poetessa e romanziera, vi visse dal 1915 al 1936.
- Edificio al numero 19: l’hôtel du quai Voltaire esiste dal XIX secolo. Charles Baudelaire vi scrisse Les Fleurs du mal. Richard Wagner vi terminò I maestri cantori di Norimberga. Vi abitarono anche Jean Sibelius, Oscar Wilde e Camille Pissarro. Una targa rende loro omaggio.

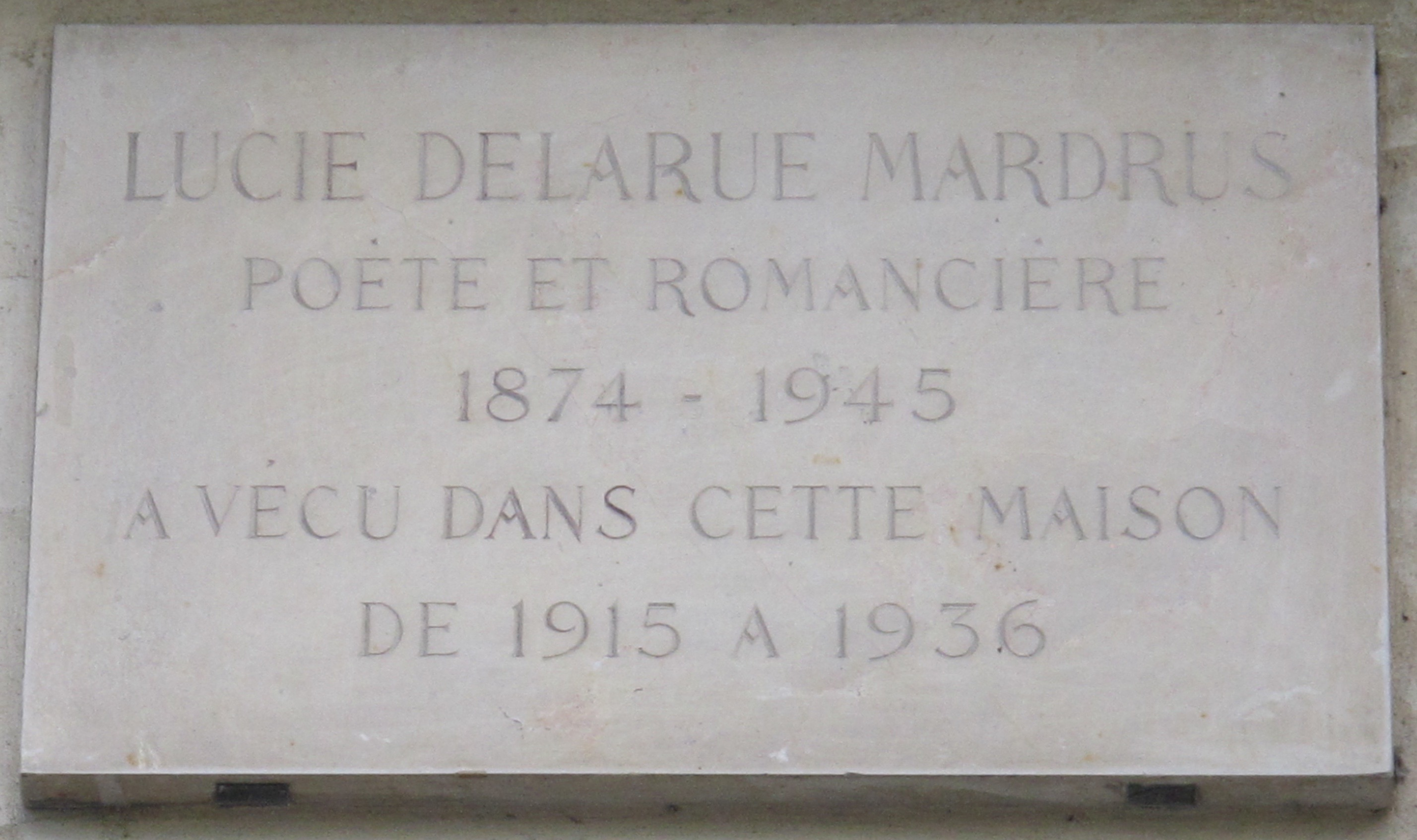
Immobile al n. 17a
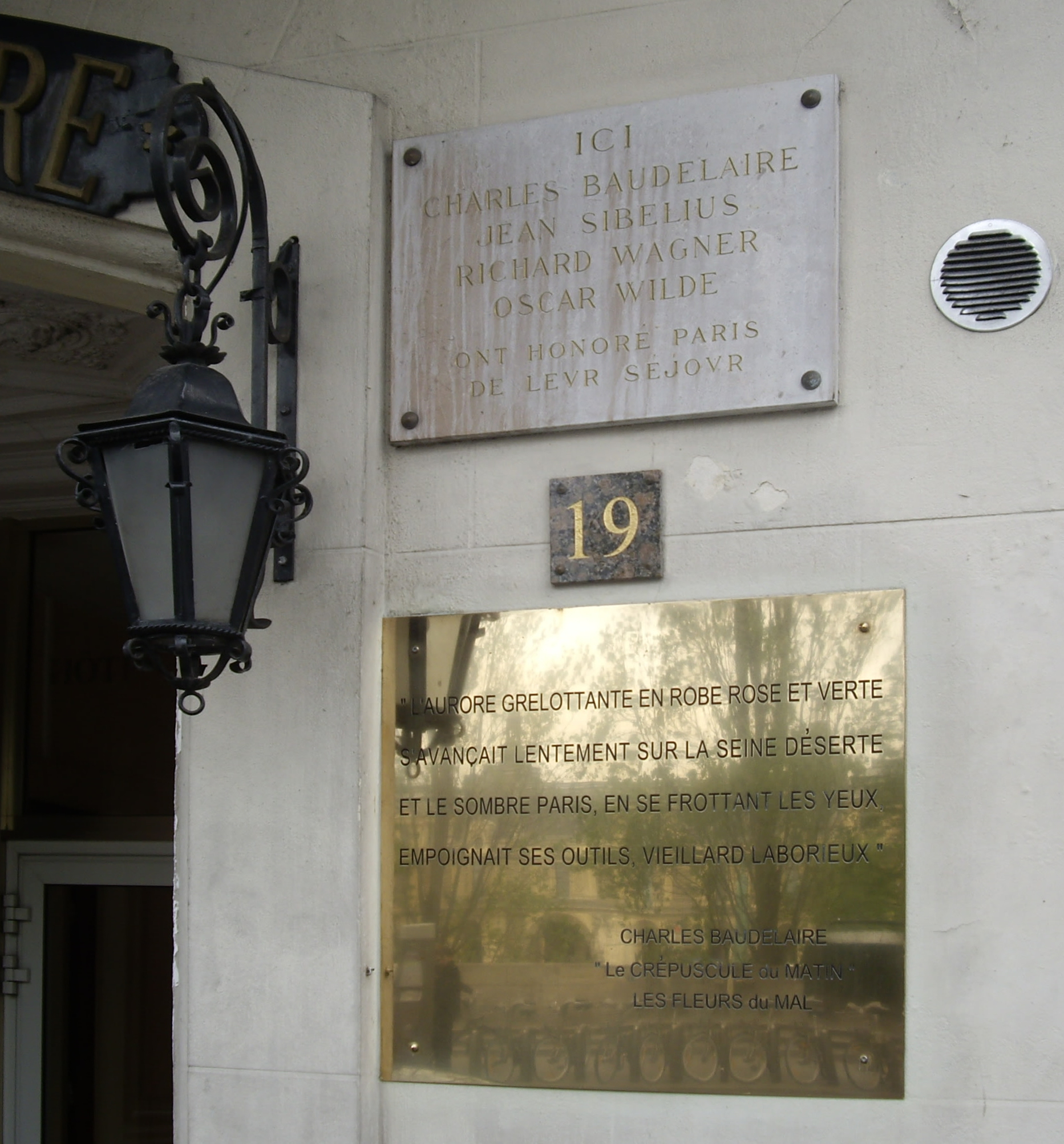
Immobile al n. 19
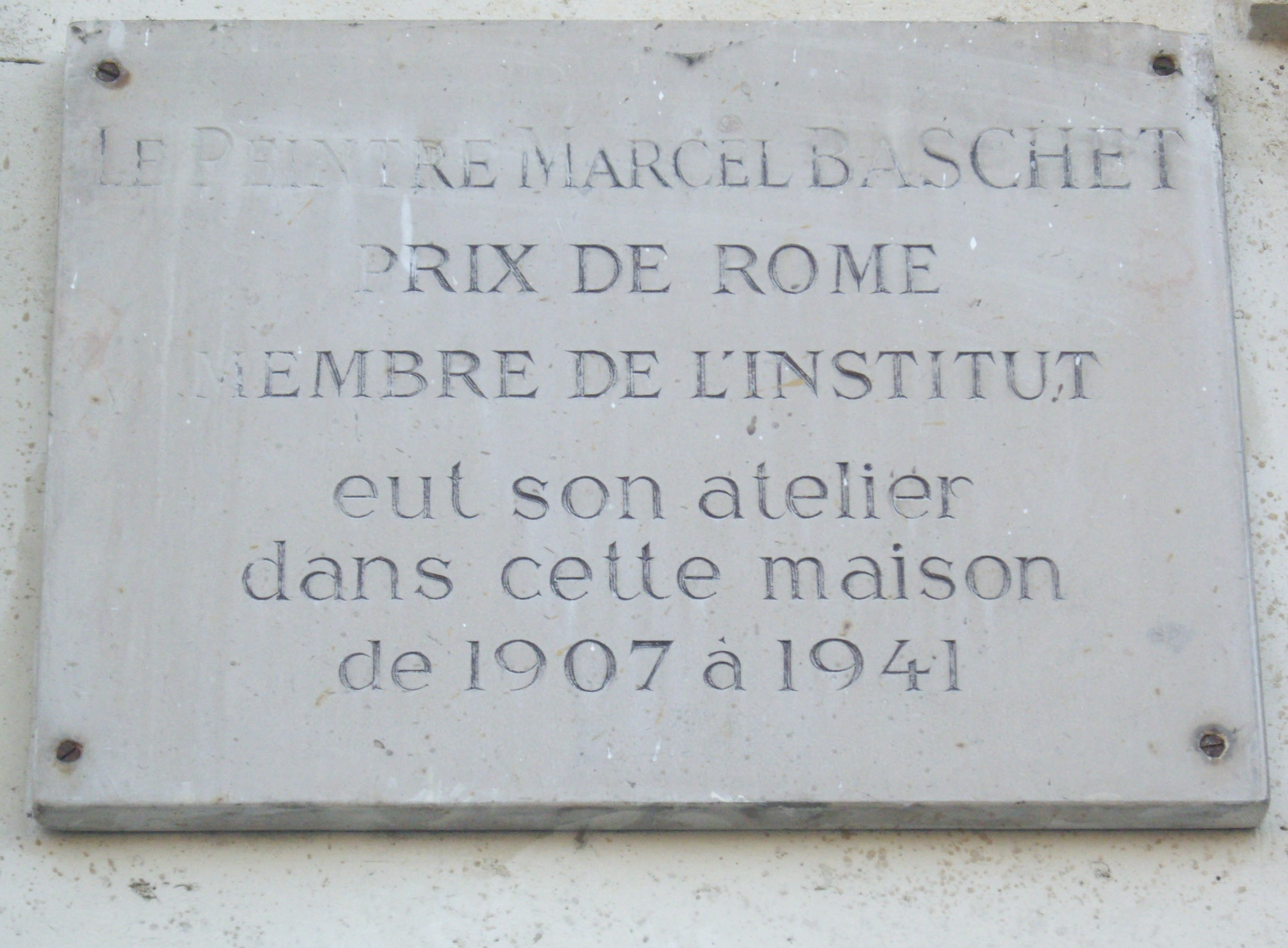
Immobile al n. 21
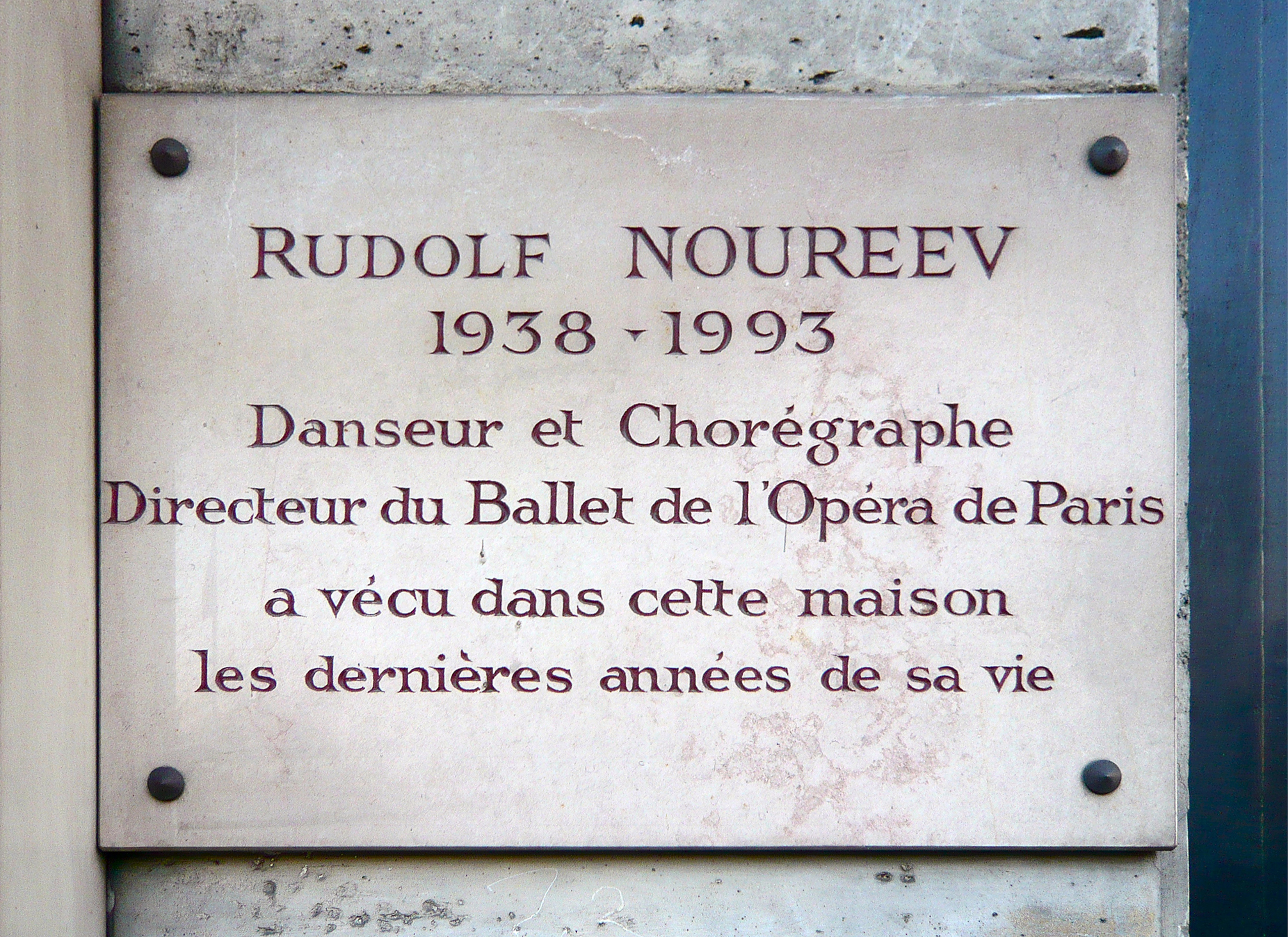
Immobile al n. 23
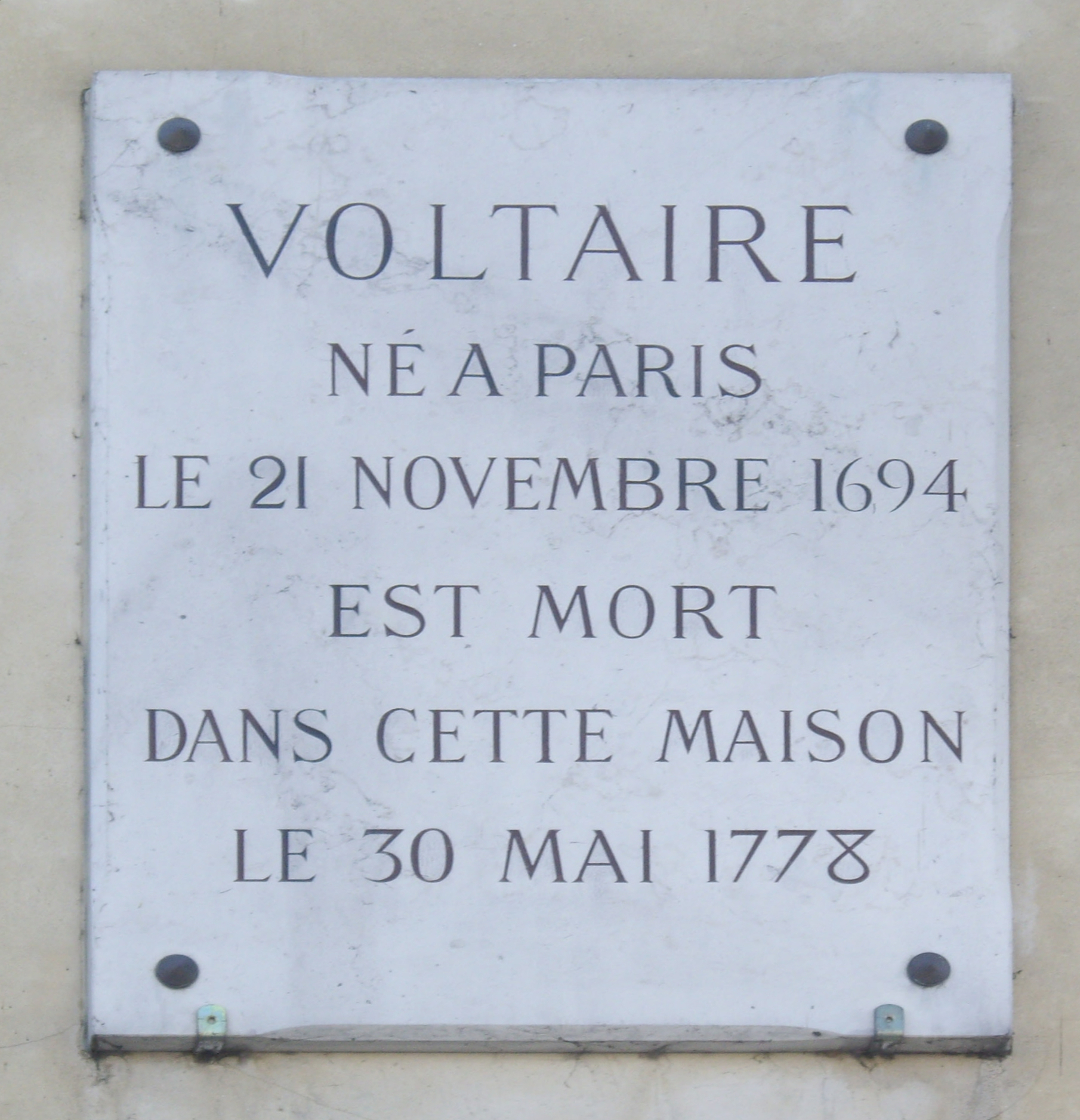
Immobile al n. 27

- Edificio al numero 21: il pittore Marcel André Baschet (1862-1941), vincitore del grand prix de Rome di pittura nel 1883, membro dell'Académie des beaux-arts, professore di pittura all'Académie Julian e commendatore dell'Ordine della Legion d'onore vi ebbe il suo studio dal 1907 al 1941. Una targa gli rende omaggio.
- Edificio al numero 21 bis: qui visse e morì Francois Goguelat (1746-1831), geografo e generale francese. Fu segretario particolare di Maria Antoinetta e uno dei responsabili della Fuga a Varennes, della quale ha raccontato una storia.
- edificio al numero 23: domicilio del ballerino, étoile e direttore di ballo dell'Opéra de Paris, Rudol'f Nureev. Una targa gli rende omaggio.
- Edificio al numero 25: lo scrittore Henry de Montherlant vi visse (dal 1939 al 1972) e vi morì suicida nel mezzanino. Lo attesta una targa.

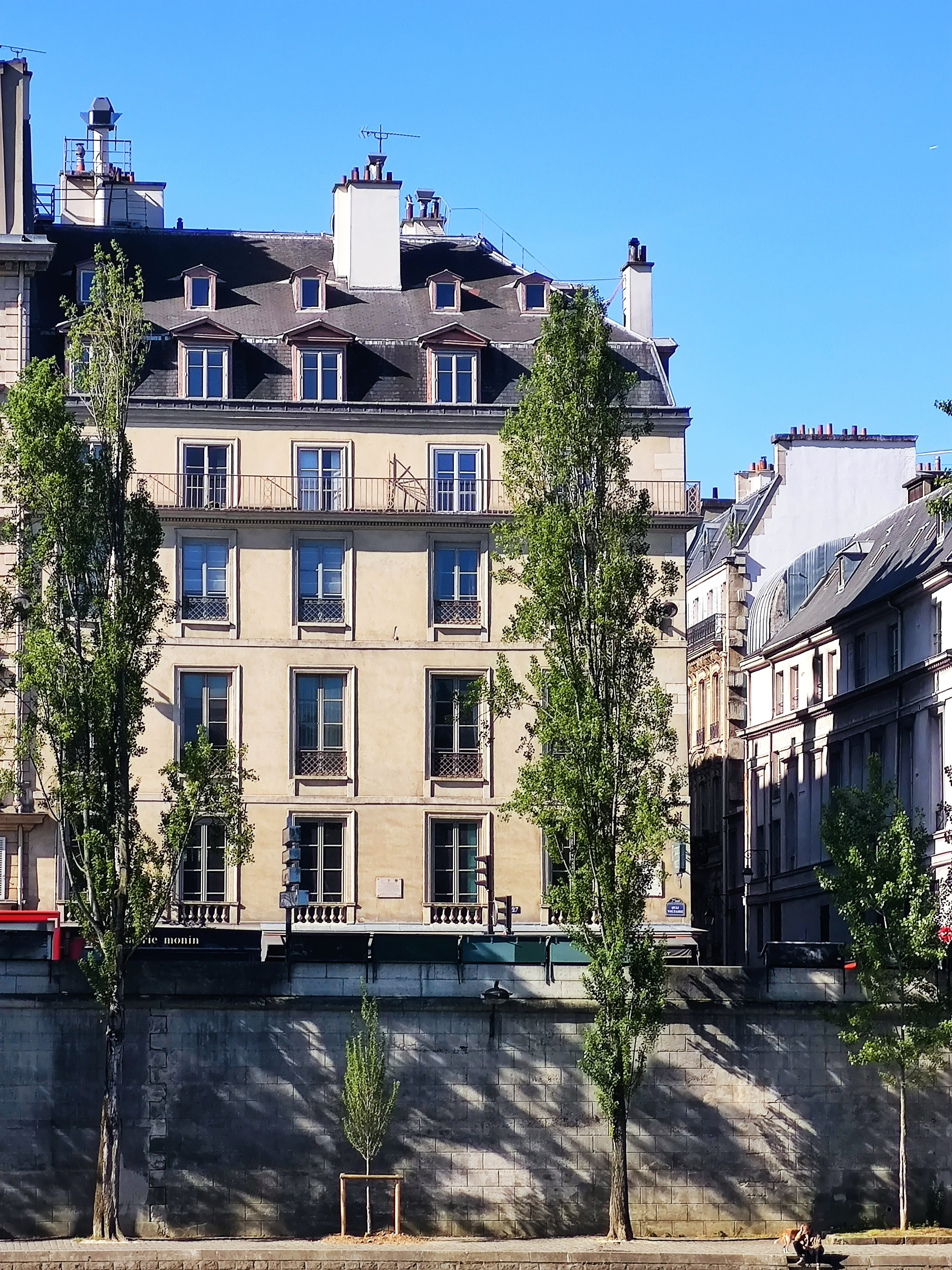
Edificio al n. 27: Hotel de Villette

- Edificio al numero 27 (ad angolo della rue de Beaune): hôtel de Villette. Il finanziere Jacques de Vassan acquistò questo hôtel da Étienne Bryois e lo rivendette il 28 aprile 1636 a un promotore immobiliare, Louis Le Barbier[24]. Il filosofo Voltaire vi abitò nel 1778, da febbraio alla sua morte il 30 maggio, quando l'hôtel era di proprietà del marquis de Villette. Morì in una stanza del secondo piano nella corte. Marie Louis Sue (1875-1968), architetto decoratore e pittore, aprì uno studio con il suo socio Paul Huillard nel 1912. Nella stessa stanza di Voltaire l'avvocato Jacques Vergès, è morto il 15 agosto 2013 nella casa della sua amica Marie-Christine de Solages.

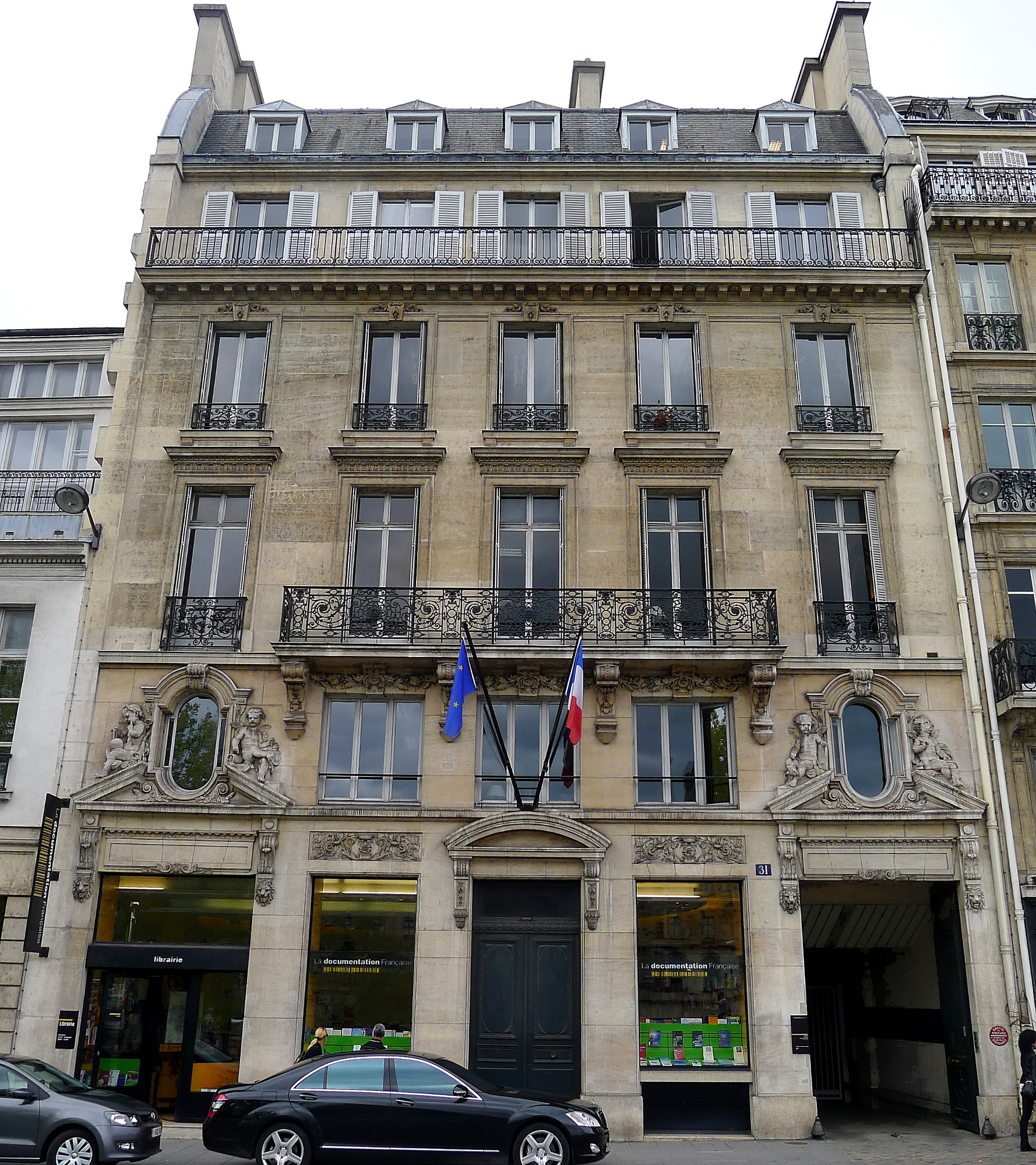
Immobile al n. 31

- Edificio ai numeri 29-3: Hotel Mailly-Nesle. Il suo proprietario, Augustin-Joseph de Mailly, maresciallo di Francia, difensore del palazzo delle Tuileries il 10 agosto 1792, vi fu arrestato durante la Rivoluzione francese. L'edificio sarà occupato per diversi decenni dai discendenti del conte Jean Berenger, alcuni dei quali risiedono ancora al n. 27. Durante l'assedio di Parigi e fino all'inizio del 1871, sua nipote, Jenny Richard-Bérenger, vi organizzò, dal mese di novembre 1870, un'astanteria per i soldati feriti, poiché quella del Senato era sopraffatta. Una bandiera bianca con una croce rossa sventolò per tutto il periodo sull'Hôtel de Mailly. Suo marito, Edmond Richard-Bérenger era il comandante del XVIII battaglione delle guardie della Senna e aveva sotto la sua sorveglianza l'intero distretto, fino al giardino del Lussemburgo. Misia Sert vi rimase dopo il suo matrimonio con Alfred Edwards nel 1905. L'hotel del XVIII secolo oggi ospita la Direzione della documentazione francese, un servizio del Primo ministro. Profondamente modificato e reso quasi irriconoscibile, conserva tuttavia alcune pregevoli decorazioni interne.
- Edificio al numero 35 (e 1, rue du Bac): nel 1714 in questo terreno si trovava un cantiere. Vi si stabilì poi un ristorante molto popolare, il Café d'Orsay. In seguito, lo scrittore Henry de Montherlant fu assiduo frequentatore della brasserie La Frégate.
- L'eroe immaginario Bob Morane possedeva un appartamento lì.